# Patrick Zachmann

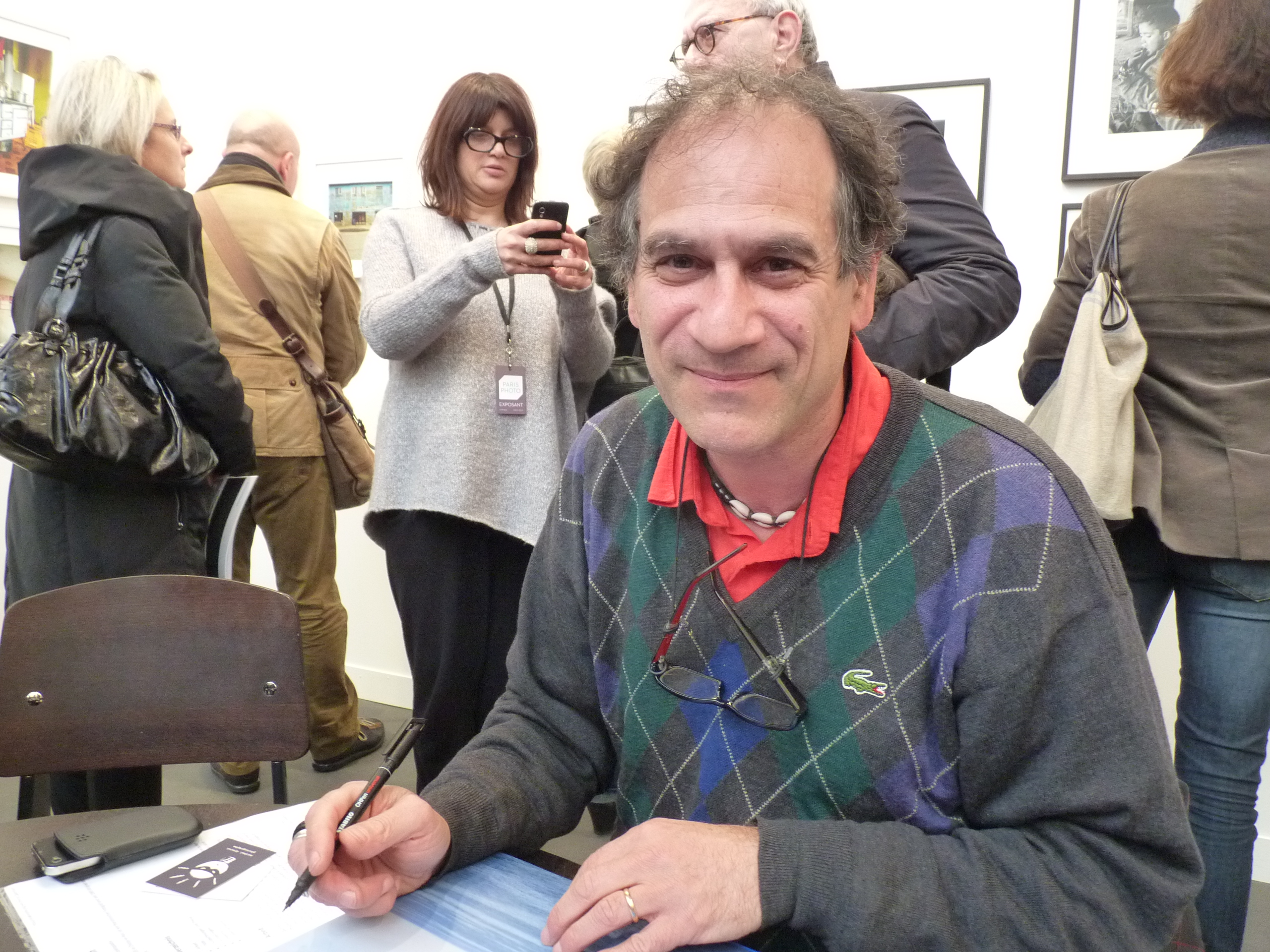
Patrick Zachmann 2013

Patrick Zachmann (* 18. August 1955 in Choisy-le-Roi) ist ein französischer Fotograf und seit 1985 Mitglied der Fotoagentur Magnum.

## Arbeit
Zachmann wurde 1955 in Choisy-le-Roi geboren. Erste fotografische Erfahrungen sammelte er im Schullabor des College Decroly in Saint-Mandé bei Paris. Zachmann arbeitet als freier Fotograf seit 1976. Er arbeitet an fotografischen Langzeitprojekten zu den Themen kulturelle Identität, Gedächtnis und Einwanderung. Sein erstes Projekt dauerte zehn Jahre. In den Jahren 1977–1987 beschäftigte er sich mit dem autobiographischen Thema jüdische Identität. 1989 berichtet er über die Ereignisse auf dem Tian’anmen-Platz in Peking. 1989 bis 1995 widmete er sich der fotografischen Dokumentation der chinesische Diaspora. Zachmann produzierte 2009 einen Film über die Generation Tian’anmen, um an den 20 Jahrestag des Tian’anmen-Massaker zu erinnern. 2011–2012 fotografierte er afrikanische Flüchtlinge unter der Überschrift „mare mater“. Die Arbeit dokumentiert das Schicksal afrikanischer Immigranten auf ihrem Weg von Nordafrika über das Mittelmeer nach Europa. Seit 1985 ist Zachmann Mitglied von Magnum Photos, im Jahr 1990 wurde er einer von wenigen Vollmitgliedern.
“I became a photographer because I have no memory. Photography allows me to reconstruct the family albums I never had, the missing images becoming the engine of my research. My contact sheets are my personal diary.”
(Ich bin Fotograf geworden, weil ich kein Gedächtnis habe. Die Fotografie erlaubt es mir, die Familienalben zu rekonstruieren, die ich nie hatte; die fehlenden Bilder werden zum Antrieb meiner Nachforschungen. Meine Kontaktabzüge sind mein persönliches Tagebuch.)

## Auszeichnungen und Preise
- 1986: Prix Villa Médicis hors les murs
- 1989: Prix Niépce
- 1992: Art Directors Club Merit Award, New York
- 2007: Aide à la Création de la Délégation aux arts plastiques (DAP) du Ministère de la Culture, Paris
- 2009: Prix du Beau livre de l'année, für Ma proche banlieue (Ed. Barral)
- 2016: Prix Nadar, für So Long, China, éditions Xavier Barral